# (33074) 1997 WP21
1997 WP21 (asteroide 33074) é um asteroide da cintura principal. Possui uma excentricidade de 0.09920590 e uma inclinação de 17.96366º.
Este asteroide foi descoberto no dia 30 de novembro de 1997 por Takao Kobayashi em Oizumi.